# 偏铝酸锂
偏铝酸锂是一种无机化合物，化学式为LiAlO2，是锂的铝酸盐之一。

## 制备

### 早期方法
偏铝酸锂粉末的制备是基于Al
2O
3和含锂化合物如Li
2CO
3、LiOH、Li
2O、LiAc等的固相反应，反应温度为400 - 1000℃。由于锂在高温下的挥发与来自研磨设备的污染，一定粒径的纯净的偏铝酸锂难以合成。

### 现代方法
偏铝酸锂有多种方法可以合成，如湿法、溶胶-凝胶法、模板剂法、前驱体法、燃烧法等。固相法制得的产物是α-LiAlO
2；湿法主要则会得到两相——α-LiAlO
2和γ-LiAlO
2。六方结构的α-LiAlO2（低温相）在修饰后会得到高温相的γ-LiAlO2，有着四方晶系的结构（约900℃）。介稳的的β相有着单斜晶胞，它在900℃会转化为γ相。